# Paul Marque
Paul Marque (Dax, 12 aprile 1997) è un ballerino francese, danseur étoile del balletto dell'Opéra di Parigi dal 2020.

## Biografia
Figlio di due radiologi, Paul Marque ha cominciato a studiare danza nall'età di quattro anni e a dieci è stato ammesso alla Scuola di danza dell'Opéra di Parigi.
Dopo essere stato scritturato dal balletto dell'Opéra di Parigi, nel 2016 è stato promosso al rango di coryphée e ha vinto la medaglia d'oro al Concorso internazionale di balletto di Varna. Dopo essere stato promosso a solista nel 2017, nel 2018 è diventato primo ballerino della compagnia e nel dicembre 2020 è stato proclamato étoile dopo una rappresentazione de La Bayadère di Rudol'f Nureev in cui ha danzato il ruolo dell'Idolo d'oro.
Il suo vasto repertorio con il balletto dell'Opéra di Parigi comprende gran parte dei maggiori ruoli maschili principali e secondari, tra cui Colas ne La fille mal gardée (Ashton), Romeo e Benvolio in Romeo e Giulietta (Nureev), Solor e l'idolo d'oro ne La Bayadère (Nureev), Siegfried ne Il lago dei cigni (Nureev), Oberon in Sogno di una notte di mezza estate (Balanchine), Basilio in Don Chisciotte (Nureev), Lensky in Onegin (Cranko), Rodolfo in Mayerling (MacMillan) e Dante in The Dante Project (McGregor). Inoltre ha danzato coreografie di John Neumeier, Harald Lander, William Forsythe e Jerome Robbins.